# Symbolic
Symbolic är det amerikanska death metal-bandet Deaths sjätte studioalbum, utgivet den 21 mars 1995 av skivbolaget Roadrunner Records.

## Låtförteckning
1. "Symbolic" (6:33)
2. "Zero Tolerance" (4:48)
3. "Empty Words" (6:22)
4. "Sacred Serenity" (4:27)
5. "1,000 Eyes" (4:28)
6. "Without Judgement" (5:28)
7. "Crystal Mountain" (5:07)
8. "Misanthrope" (5:03)
9. "Perennial Quest" (8:21)

Text och musik: Chuck Schuldiner

## Medverkande
Musiker (Death-medlemmar)
- Chuck Schuldiner – gitarr, sång
- Kelly Conlon – basgitarr
- Bobby Koelble – gitarr
- Gene Hoglan – trummor

Övriga medverkande
- Jim Morris – producent, ljudtekniker, ljudmix
- Chuck Schuldiner – producent
- George Marino – mastering
- Monte Conner – omslagsdesign
- Patty Mooney – omslagsdesign
- René Miville – omslagskonst